# Pandoravenator
Pandoravenator (лат.) — род тероподных динозавров, занимающий базальное положение в пределах клады тетанур (Tetanurae). Известен по фрагментарному посткраниальному скелету из отложений формации Каньядон-Калькарео в провинции Чубут, Аргентина, датируемых верхней юрой (оксфорд — титон; 161,2—152,1 млн лет). Включает единственный вид — Pandoravenator fernandezorum.
Был научно описан в 2017 году палеонтологами Оливером Раухутом и Диего Полом, став первым таксоном теропод, описанным из верхнеюрских отложений Аргентины. Первая часть родового названия, Pandora-, происходит от названия местности Каха-де-Пандора, где были обнаружены остатки, вторая часть, -venator, переводится с древнегреческого как «охотник». Видовое название дано в честь семьи Фернандес, способствовавшей изучению верхнеюрских пород на своей земле на протяжении более 20 лет.